# Большая Ляга
Большая Ляга — река в России, протекает по Троицко-Печорскому району Республики Коми. Устье реки находится в 1390 км по правому берегу реки Печора. Длина реки составляет 120 км. Площадь водосборного бассейна — 1330 км².
Берёт начало из болота Малый Габенюр. Река течёт на юго-восток, всё течение проходит по ненаселённому, частично заболоченному лесу. Русло извилистое. Ширина реки в среднем течении — 20-25 метров, у устья — 45 метров. Скорость течения 0,4 — 0,5 м/с. Впадает в Печору у пристани Усть-Ляга. Высота устья — 98 м над уровнем моря.

## Притоки
- 10 км: река Мишкин-Ёль
- 18 км: река Сысъёль
- 22 км: река Гырксаёль
- 24 км: река Тепинъёль
- 35 км: река Нижняя Дальёль
- 56 км: река Роща-Ёль
- 68 км: река Верхний Далъёль
- 89 км: река Лягавож
- 99 км: река Рассошный
- 104 км: река Габеёль

## Данные водного реестра
По данным государственного водного реестра России относится к Двинско-Печорскому бассейновому округу, водохозяйственный участок реки — Печора от истока до водомерного поста у посёлка Шердино, речной подбассейн реки — Бассейны притоков Печоры до впадения Усы. Речной бассейн реки — Печора.
Код объекта в государственном водном реестре — 03050100112103000059652.